# 中化化肥控股
中化化肥控股有限公司 (港交所：0297)，中國中化集團公司（美國財富雜誌全球500強企業）旗下公司，是一家在香港交易所上市的工業公司。主要業務是採購、生產及銷售化肥及其他相關農產品。
值得注意是從華德豐集團換取上市。

## 外部連結
- 中化化肥控股有限公司（页面存档备份，存于）